# Gymnopternus californicus
Gymnopternus californicus är en tvåvingeart som beskrevs av Van Duzee 1920. Gymnopternus californicus ingår i släktet Gymnopternus och familjen styltflugor. Inga underarter finns listade i Catalogue of Life.